# Musculus antitragicus

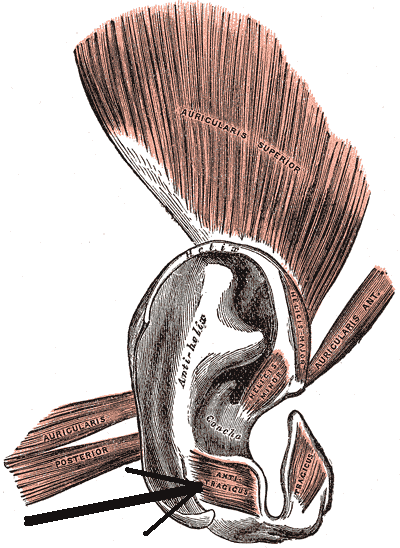
A fülkagyló izmai (a nyíl mutatja az apró izmot)

A musculus antitragicus egy apró izom a fülkagylóban (concha auricularis).

## Eredés, tapadás, elhelyezkedés
A fülkagyló antitragus nevű részéről ered (ez egy kidudorodás) és a cauda helicis-en, valamint a fülkagyló szegélyén (antihelix) tapad.

## Funkció
A fülkagyló apró mozgatása.

## Beidegzés, vérellátás
A nervus facialis rami temporales nervi facialis nevű ága idegzi be. A fülizmokat az arteria occipitalis ramus auricularis arteriae occipitalis nevű ága, az arteria auricularis posterior és ennek egy apró ága, az ramus auricularis arteriae auricularis posterioris, valamint az arteria temporalis superficialis rami auriculares anteriores arteriae temporalis superficialis nevű ága.

## Külső hivatkozások
- Fül-orr-gége